# Жилин, Сергей Степанович
Сергей Степанович Жилин (20 сентября 1926, Илетский сельхозрайон, Мари-Турекский кантон, Марийская автономная область — 17 декабря 1997, Кузнецово, Марий Эл) — советский хозяйственный, государственный и политический деятель, Герой Социалистического Труда (1965). Кавалер ордена Ленина (1965).

## Биография
Родился в 1926 году в деревне Петухи. Член КПСС с 1947 года.
В Великую Отечественную войну после окончания Моркинского педагогического училища Сергей работал учителем в Сабанурской школе Параньгинского района Марийской АО. Призван 20 августа 1942 года по мобилизации в Красную Армию.
Участник Великой Отечественной войны. В составе 284-го отдельного батальона правительственной связи 1-й гвардейской танковой армии участвовал в боях на Курской дуге, на территории Польши и Германии, был ранен.
После демобилизации в 1946 году вернулся на родину. В 1946—1997 годах — первый секретарь Параньгинского райкома ВЛКСМ, второй секретарь Параньгинского райкома ВКП(б), директор Кузнецовской средней школы, председатель колхозы «Заветы Ильича», директор совхоза «Семёновский» Медведевского района, первый секретарь Медведевского райкома КПСС, директор Марийской государственной сельхозопытной станции.
В 1953 году С. С. Жилин заочно окончил Марийский пединститут им. Н. К. Крупской, работал директором Кузнецовской средней школы, затем руководил колхозом «Заветы Ильича».
В 1960 году он был назначен директором первого в Марийской АССР вновь созданного из семи хозяйств совхоза «Семёновский» в Медведевском районе.
Под его руководством многоотраслевой совхоз стал одним из крупнейших передовых хозяйств республики. Здесь была внедрена научная система земледелия, животноводства и организации труда, отрабатывались интенсивные технологии производства. Самые высокие урожаи, рекордные надои, привесы на откорме скота. Труженики хозяйства стали получать высокие урожаи и хорошие надои молока на комплексе.
В 1965 году совхоз «Семёновский» на площади 5828 гектаров в среднем получил зерновых по 17,3 центнера с гектара.
Указом Президиума Верховного Совета СССР от 26 ноября 1965 года за особые заслуги в развитии народного хозяйства Марийской АССР Жилину Сергею Степановичу присвоено звание Героя Социалистического Труда с вручением ордена Ленина и золотой медали «Серп и Молот».
Избирался депутатом Верховного Совета СССР 7-го созыва.
Доцент Марийского государственного университета, заведующий отделом экономики МарНИИ сельского хозяйства (1991—1996). Кандидат экономических наук (1972).
Умер 17 декабря 1997 года в с. Кузнецово Медведевского района Марий Эл. Похоронен на Туруновском кладбище в Йошкар-Оле.

## Звания и награды
- Золотая медаль «Серп и Молот» (26.11.1965)
- Орден Ленина (26.11.1965)
- Орден Октябрьской революции (08.04.1971)
- Орден Трудового Красного Знамени (11.12.1973)
- Орден Отечественной войны I степени (11.03.1985)[6]
- Орден «Знак Почёта» (1948)

- Медаль «За боевые заслуги»  (12.06.1945)[7]
- Медаль «В ознаменование 100-летия со дня рождения Владимира Ильича Ленина» (6 апреля 1970)

- Медаль «За победу над Германией в Великой Отечественной войне 1941—1945 гг.» (9 мая 1945[8])[4]
- Медаль «За освобождение Варшавы»  (9.06.1945)[4]
- Медаль «За взятие Берлина»  (9.06.1945)[4]
- Юбилейная медаль «Двадцать лет Победы в Великой Отечественной войне 1941—1945 гг.» (7 мая 1965[9])
- Юбилейная медаль «Тридцать лет Победы в Великой Отечественной войне 1941—1945 гг.»[10]
- Медаль «Сорок лет Победы в Великой Отечественной войне 1941-1945 гг.»[11]
- Медаль Жукова (1994)
- Юбилейная медаль «50 лет Победы в Великой Отечественной войне 1941—1945 гг.»[12]
- Медаль «Ветеран труда»
- Медаль «30 лет Советской Армии и Флота»[13]
- Юбилейная медаль «40 лет Вооружённых Сил СССР»[14]
- Юбилейная медаль «50 лет Вооружённых Сил СССР» (26 декабря 1967[15])
- Юбилейная медаль «60 лет Вооружённых Сил СССР» (28 января 1978[16])
- Юбилейная медаль «70 лет Вооружённых Сил СССР» (28 января 1988[17])
- Знак «Гвардия»
- Знак МО СССР «25 лет Победы в Великой Отечественной войне» (24 апреля 1970)
- Золотая и серебряная медали ВДНХ (1966)
- Почётная грамота Президиума Верховного Совета Марийской АССР (1976, 1986)

## Память
- Именем С. С. Жилина названа улица в районном центре Медведево Республики Марий Эл[18].
- На могиле установлен надгробный памятник.
- Его имя увековечено в Главном Храме Вооружённых сил России, и навсегда запечатлено на мемориале «Дорога памяти»